# Fantasyfestival
Een fantasyfestival is een eendaags of meerdaags, vaak periodiek evenement op het gebied van fantasy. De bekendste voorbeelden in Nederland zijn Castlefest en Elfia. Daarnaast bestaan er meer specifieke festivals zoals AnimeCon en Heroes Dutch Comic Con meer gericht op Anime.
Bij deze festivalsoort verkleden de meeste festivalgangers zich volgens een bepaald thema. Belangrijke verkleedthema’s zijn fantasyfiguren (met name Elfen), sprookjesfiguren, piraten, filmfiguren en steampunkfiguren. Daarnaast worden er ook veel andere cosplay- of LARP-thema’s gebruikt zoals anime  of stripfiguren. Op het festivalprogramma staan vaak  optredens met middeleeuwse- of folkmuziek. Daarnaast worden er ook activiteiten georganiseerd zoals groepsdanslessen en diverse workshops.

## Fantasyfestivals in Nederland en België
- Castlefest in Lisse, Nederland
- Elfia in Arcen en Haarzuilens, Nederland
- Magisch Samhain in Bourtange, Nederland
- Middeleeuws Winschoten & Fantasy festival in Winschoten, Nederland
- El Mundo Fantasia in Landgraaf, Nederland
- Fantasy Fest in Rijswijk, Nederland
- Fable & Fantasy in Emmen
- Imaginarium Festival in Tytsjerk, Nederland
- Elftopia in Deinze, België
- MysteriA in Aarschot, België
- Runeheim in Bloemenpark Appeltern, Nederland

## Animeconventies in Nederland en België
- AnimeCon diverse locaties, Nederland
- Heroes Dutch Comic Con in Utrecht, Nederland
- AbunaiCon! in Veldhoven, Nederland
- Tomofair diverse locaties, Nederland
- FACTS in Gent, België

## Fantasyfestivals buiten Nederland en België
- Asylum Steampunk Festival in Lincoln (Engeland)
- Burning Man-festival in Nevada, Verenigde Staten
- Fantasy Fest in Key West, Florida.
- Fantasy Forest in Cheltenham, VK

## Animeconventies buiten Nederland en België
- San Diego Comic-Con International in San Diego, Verenigde Staten
- Comiket in Tokio, Japan
- Pyrkon in Poznań in Polen